# Dyna Comp
De MXR Dyna Comp is een compressor voor elektrische gitaren. Begin jaren 70 werd het pedaal geïntroduceerd door MXR. Vandaag de dag is MXR deel van Jim Dunlop, waar ze het pedaal hebben heruitgebracht.

## Geschiedenis
De Dyna Comp werd begin jaren 70 verpakt in een rode behuizing. Het pedaal had twee knoppen: een voor output, en een voor de "sensitivity". Er zat ook een footswitch op om het pedaal aan of uit te zetten. De Dyna Comp was eerst voorzien van het zogenaamde "script logo". De originele script logo versie werd gemaakt tot einde jaren 70 en werd toen vervangen door het meer voorkomende "block logo". Een led om de status van het pedaal aan te duiden werd in 1981 toegevoegd. In 1984 ging MXR failliet en het was wachten tot in 1999 vooraleer het pedaal terug op de markt gebracht werd, deze keer door Jim Dunlop. De huidige versie ziet eruit als de laatste gemaakt door MXR.
De originele script logo versies zijn zeer gewild door verzamelaars, maar nog relatief goedkoop te vinden.

## Artiesten
- Joe Perry (Aerosmith)
- Pete Anderson
- Steve Lukather
- Johnny Garcia
- Tim Mahony (311)